# 2013年9月逝世人物列表
2013年逝世人物列表：1月 - 2月 - 3月 - 4月 - 5月 - 6月 - 7月 - 8月 - 9月 - 10月 - 11月 - 12月
2013年9月逝世人物列表，是用于汇总2013年9月期间逝世人物的列表。

## 依日期排序

### 1日
- 郭東修，51岁，綽號冬瓜，台灣知名殯葬業者。[1]
- 策納伊·帕爾（匈牙利語：Csernai Pál），80歲，匈牙利前足球運動員及教練，病逝。[2]
- 索萊達·梅西亞（英語：Soledad Mexia），114歲19天，墨西哥裔美國人，世界女性人瑞。[3]

### 2日
- 罗纳德·科斯（英語：Ronald Coase），102岁，英國经济学家，诺贝尔经济学奖得主。[4]
- 諸井誠（日語：諸井  誠），82歲，日本作曲家、樂評。[5]
- 弗雷德里克·波尔（英語：Frederik Pohl），93岁，美国科幻小说作家。[6]
- 陳庚，92歲, 正軍職離休干部、北京軍區原裝甲兵顧問。病逝。 [7]

### 3日
- 阿里爾·卡斯特羅（英語：Ariel Castro），53歲，美國俄亥俄州罪犯，曾綁架、監禁、性侵並凌虐三名女性達十年，獄中上吊身亡。[8]
- 唐·曼尼克（英語：Don Meineke），82歲，美國籃球明星。[9]

### 4日
- 萬愛花，84歲，首個指證二戰期間日軍的性暴力罪行，並向日本政府索賠的中國女性。於凌晨在家中離世。[10][11]

### 5日
- 蘇絲米塔·巴納吉（英語：Sushmita Banerjee），49歲，印度作家，在阿富汗遭塔利班槍殺身亡。[12]
- 羅胡斯·米舍（德語：Rochus Misch），96歲，前德國納粹黨黨衛軍士兵，納粹德國元首阿道夫·希特勒貼身保鏢和親歷希特勒自殺身亡的最後見證人。病逝。 [13]

### 6日
- 聖地亞哥·羅薩里奧（Santiago Rosario），74歲，曾是波多黎各棒球選手、美國職棒大聯盟選手。[14]

### 7日
- 澤爾莫·比蒂（英語：Zelmo Beaty Jr.），73歲，美國籃球明星，死於癌症。[15]
- 岡本雅代（Masayo Okamoto），111歲351天，日本女性人瑞。[16]

### 10日
- 杜道生，101歲，中國文字學、語言學、音韻學和古文學家。死於心臟衰竭。 [17]
- 固輝，83歲， 中國人民解放軍軍人，前南京軍區司令員，最高軍階上將，病逝。[18]
- 卢泽民，96歲，中國政治人物，离休干部，兰州煤矿设计研究院原党委书记(正地级)。病逝。 [19]

### 11日
- 橋本武（日語：橋本 武），101歲，前日本中學教師，有「傳說之教師」之稱，病逝。[20]

### 12日
- 雷·杜比（英語：Ray Dolby），80岁，美国音频工程师，杜比实验室的创始人、荣誉董事。[21]
- 熊谷德久, 73歲, 日本死刑犯, 2004年橫濱市中餐館店主謀殺案犯人, 被執行絞刑.[22]

### 13日
- 李黛安娜（Diana Chester），68歲，香港行政會議成員李國章的外籍妻子。[23]
- 薩盧斯蒂亞諾·桑傑士·布拉斯克斯（Salustiano "Shorty" Sanchez Blazquez），112歲97天，西班牙裔美國人，世界男性最年長者。[24]

### 14日
- 王運梅，103歲，中國第一支婦女革命武裝部隊排長，著名中國電影《紅色娘子軍》原型。病逝。[25]
- 陳繼光，年齡不詳，香港發展局長陳茂波父親。病逝。[26]

### 15日
- 劉琨，90歲，原林業部黨組副書記、副部長。病逝。[27]

### 16日
- 陈平，89岁，馬來西亞马来亚共产党最后一任总书记。[28]
- 張子江，76歲，香港著名教育工作者及教會牧師。[29]
- 林錦堂，65歲，香港粵劇演員。病逝。[30]
- 福田三枝，101歲，已故前日本首相福田赳夫之妻，前首相福田康夫之母。年老逝世。[31]
- 吉姆·帕爾默（英語：Jim Palmer），80歲，美國籃球明星。[32]

### 17日
- 豐田英二（日語：豊田 英二），100歲，日本企業家，豐田汽車公司前社長，死於心臟衰竭。[33]
- 聶磊，46歲，中華人民共和國死刑犯、青岛涉黑案主犯，被青島市中級人民法院判處執行注射死刑。[34]

### 18日
- 肯·諾頓（英語：Ken Norton），70歲，美國前重量級拳王。[35]
- 張森文，60歲，大埔事件當事人。[36]
- 張顯揚，77歲，中國大陸自由派學者、中國社會科學院馬列所前研究員。[37]
- 林肖硤，96歲，原紅旗雜志社顧問（部長級待遇）。病逝。[38]

### 19日
- 鲁若晴，24岁，青岛网络红人，抗癌期间因白血病复发去世。[39]
- 山内溥（日語：山内 溥），85岁，日本企業家，任天堂公司原顾问、前社长。死於肺炎。[40][41]

### 20日
- 胡沙，86歲，中國國家圖書館原副館長，曾任中國駐聯合國教科文組織(UNESCO)大使。病逝。[42]

### 21日
- 胡興正[43]，51岁，香港腸胃肝臟科專家，在香港仔遊艇會墮海疑被遊艇車葉擊中死亡。[44]

### 22日
- 大衛·休伯爾（英語：David Hunter Hubel），87歲，加拿大-美籍神經科學家，哈佛大學神經生物學教授，1981年諾貝爾生理學或醫學獎共同得主，死於腎衰竭。[45]
- 阿爾瓦羅·穆蒂斯（西班牙語：Álvaro Mutis Jaramillo），90岁，曾獲得米格爾·德·塞萬提斯獎的哥倫比亞作家暨詩人。[46]

### 23日
- 保羅·卡拉松（英語：Paul Karason），62歲，著名「銀中毒」（argyria）患者，死於心臟病。[47]

### 24日
- 羅仁思（英語：Anthony Lawrence），101歲，英國廣播公司遠東特派記者，香港國際社會服務社主席（1988年－2003年）。[48]

### 25日
- 夏俊峰，36岁，因刺死城管被瀋陽中級人民法院判處死刑。[49]
- 梁秀卿，台灣企業家、BELLAVITA百貨創辦人、廣達電腦副董事長梁次震的妻子。[50]
- 潘向明，61岁，中国清史研究专家，中国人民大学历史学院清史研究所教授。[51]
- 姜南圭（韓語：강남규），38岁，韓國動畫製片人、Toonzip創辦人。[52][53]
- 崔仁浩（韓語：최인호），67岁，韓國小說家。[54]

### 26日
- 于光远，97岁，中国社科院原副院长、原中顾委委员、经济学家。病逝。[55]
- 阿兹占阿都拉萨，69岁，马来西亚吉打州第10任州务大臣，伊斯兰党党员，因糖尿病恶化而去世。[56]

### 28日
- 蘇立文（英語：Michael Sullivan），97歲，汉学家、藝術史家，是最早向西方介紹中國現代美術的西方學者之一、西方研究與批評中國現代美術史的權威。病逝。[57]

### 29日
- 山崎豐子（日語：山崎 豊子），88歲，日本小說家，死於心臟衰竭，知名暢銷小說，包括《白色巨塔》、《華麗一族》。[58][59]
- 葛印卡，89歲，孟買著名內觀靜坐老師。全世界每年有100000多人參加內觀靜坐課程。[60]